# Кондратюк Сергій Якович
Сергі́й Я́кович Кондратю́к (нар.17 травня 1959) — український ботанік та міколог, фахівець із систематики, флористики, екології та географії лишайників і ліхенофільних грибів, член-кореспондент НАН України, професор, доктор біологічних наук. Лауреат Державної премії України в галузі науки і техніки.

## Біографія
Після закінчення школи в 1976 р., поступив на біологічний факультет Київського державного університету імені Тараса Шевченка, де спеціалізувався на кафедрі нижчих рослин, якою тоді керувала доктор біологічних наук, професор Н. П. Масюк. Розпочав вивчати лишайники під час навчання в університеті під керівництвом кандидата біологічних наук О. Б. Блюма. З 1979 р. працював на посаді старшого техніка, пізніше — інженера відділу альгології та ліхенології.
Після закінчення університету у 1981 р., вступає до аспірантури Інституту ботаніки, у 1985 захищає кандидатську дисертацію «Лишайники Придніпровської височини». Після аспірантури продовжує працювати в Інституті ботаніки, пройшовши шлях від молодшого наукового співробітника до завідувача відділу, заступника директора та виконувача обов'язків директора Інституту.
В 1996 р. захистив докторську дисертацію «Ліхенофлора рівнинної частини України та її аналіз». У 2006 р. отримав звання професора.
26 травня 2021 року обраний членом-кореспондентом НАН України.

## Наукова діяльність
Спеціалізується на таксономії і філогенії лишайників, зокрема родини Teloschistaceae, та ліхенофільних грибів, асоційованих з ними. Створив оригінальну класифікаційну систему, схему філогенетичних зв'язків таксонів та процесів еволюції листуватих лишайників родини Teloschistaceae, що ґрунтується на порівняльному вивченні видової різноманітності у світовому масштабі.
Описав 12 нових для науки родів та понад 100 видів лишайників і ліхенофільних грибів. Входить до складу світових експертів з цієї групи, котрі сьогодні залучені до ревізії видового складу лишайників планети.
Окрім таксономічної роботи, вивчає питання екології та практичного використання лишайників. Започаткував в Україні напрямок ліхеноіндикаційного картування стану атмосферного повітря в містах та індустріальних регіонах — найдешевший та найшвидший метод індикації якості атмосферного повітря. Зокрема, розробив та запровадив кілька нових, адаптованих власне для умов України «індексів чистоти повітря», які обчислюються на основі вивчення лишайникових угруповань, здійснив оцінку рівня забруднення атмосферного повітря у Львові, Тернополі, Луцьку, Івано-Франківську і в індустріальних районах Львівської та Івано-Франківської областей. За допомогою підходів, розроблених С. Я. Кондратюком, українські ліхенологи провели оцінку стану повітря в інших містах та індустріальних регіонах України, зокрема Херсоні, Чернігові, Кременчуці, Черкасах, Полтаві, Кропивницькому, Києві тощо.
Займається питанням індикації стану пралісових масивів за допомогою угруповань криптогамних рослин (включаючи лишайники, мохоподібні та наземні водорості). Уперше в Україні та Східній Європі здійснив оцінку стану лісів Східних Карпат за допомогою нового показника — «східнокарпатського індексу старих лісових ценозів», який уможливив виявлення цілої низки цінних пралісових масивів, не віднесених до заповідних територій України. Результати цих досліджень стимулювали проведення аналогічних робіт (з використанням методичних підходів, запропонованих С. Я. Кондратюком) у Польщі, Словаччині, Литві та інших східноєвропейських країнах.
Провадить комплексні екологофлористичні дослідження угруповань лишайників, мохоподібних і наземних водоростей, що співіснують поряд, в однакових умовах та еконішах, вивчає лишайник як симбіотичну асоціацію, тобто не лише його грибну, а й водоростеву компоненту. Ці дослідження стали одним з напрямків роботи відновленого у 2002 р. з ініціативи С. Я. Кондратюка відділу ліхенології та бріології, який він зараз очолює.

## Публікації
Сергій Якович Кондратюк — автор і співавтор понад 320 публікацій, зокрема таких відомих у ліхенологічних та ботанічних колах праць, як:
- «Флора лишайників України. Том 2. Вип. 2.» (1993),
- «The second Checklist of Lichen forming, Lichenicolous and Allied fungi of Ukraine» (1998),
- «A Catalogue of the Eastern Carpathian Lichens» (2003),
- «Checklist of Lichens of the Western Carpathians» (2004),
- «Определитель лишайников России. Вып. 9» (2004),
- «Lichen-Forming, Lichenicolous and Allied Fungi of Israel» (2005),
- «Ліхеноіндикація (посібник)» (2006),
- «Індикація стану навколишнього середовища України за допомогою лишайників» (2008)

Є автором цілої низки статей, присвячених таксономії лишайників, близько третини з яких надруковано у провідних міжнародних журналах — «Lichenologist», «Bibliotheca Lichenologica», «Bryologist», «Graphis Scripta», «Nordic Journal of Botany», «Polish Botanical Journal», «Mycologia Balcanica» та ін.

## Педагогічна діяльність
Під керівництвом С. Я. Кондратюка підготовлено дві докторські (доктори біологічних наук професори О. Є. Ходосовцев та І. Кудратов) і три кандидатські дисертації (кандидати біологічних наук О. О. Редченко, Т. О. Смеречинська і О. В. Надєїна).

## Нагороди
- Державна премія України в галузі науки і техніки 2013 року — за цикл наукових праць «Розробка наукових основ та методів біоіндикації і біомоніторингу природних екосистем України» (у складі колективу)[2]
- Лауреат 2012 року премії НАН України імені М. Г. Холодного за цикл праць «Порівняльні дослідження молекулярно-біологічних та фізіологічних процесів грибів та вищих рослин» (у співавторстві)[3].